# Chariclea delphinii
Chariclea delphinii là một loài bướm đêm trong họ Noctuidae.